# Ryszard Kierczyński
Ryszard Kierczyński, właśc. Ryszard Kieliszczyk (ur. 3 marca 1902 w Warszawie, zm. 22 lipca 1971 tamże) – polski aktor teatralny i telewizyjno-filmowy.

## Życiorys
Urodził się w rodzinie Tomasza (zm. 1934), robotnika, i Bronisławy (zm. 1956) Kieliszczyków. Ukończył szkołę średnią w Warszawie w 1919 roku, następnie studiował socjologię w Wolnej Wszechnicy Polskiej. Działał w harcerstwie, będąc drużynowym jednej z drużyn warszawskich. W czasie studiów działał w Bratniej Pomocy (w 1923 roku był członkiem zarządu BP WWP, a w 1924 roku – prezesem zarządu BP na WWP), w 1921 roku ochotniczo wyjechał na Górny Śląsk, aby wziąć udział w III powstaniu śląskim.
W 1924 roku wstąpił do Instytutu Reduty i pozostał tam do 1926 roku. W 1925 roku występował ze swym teatrem m.in. w Białymstoku, Wilnie i w Dyneburgu (wtedy Dźwińsku). W sezonie 1926/1927 występował w Teatrze Miejskim w Łodzi.

Od września 1927 roku zaczął używać nazwiska Kierczyński.  

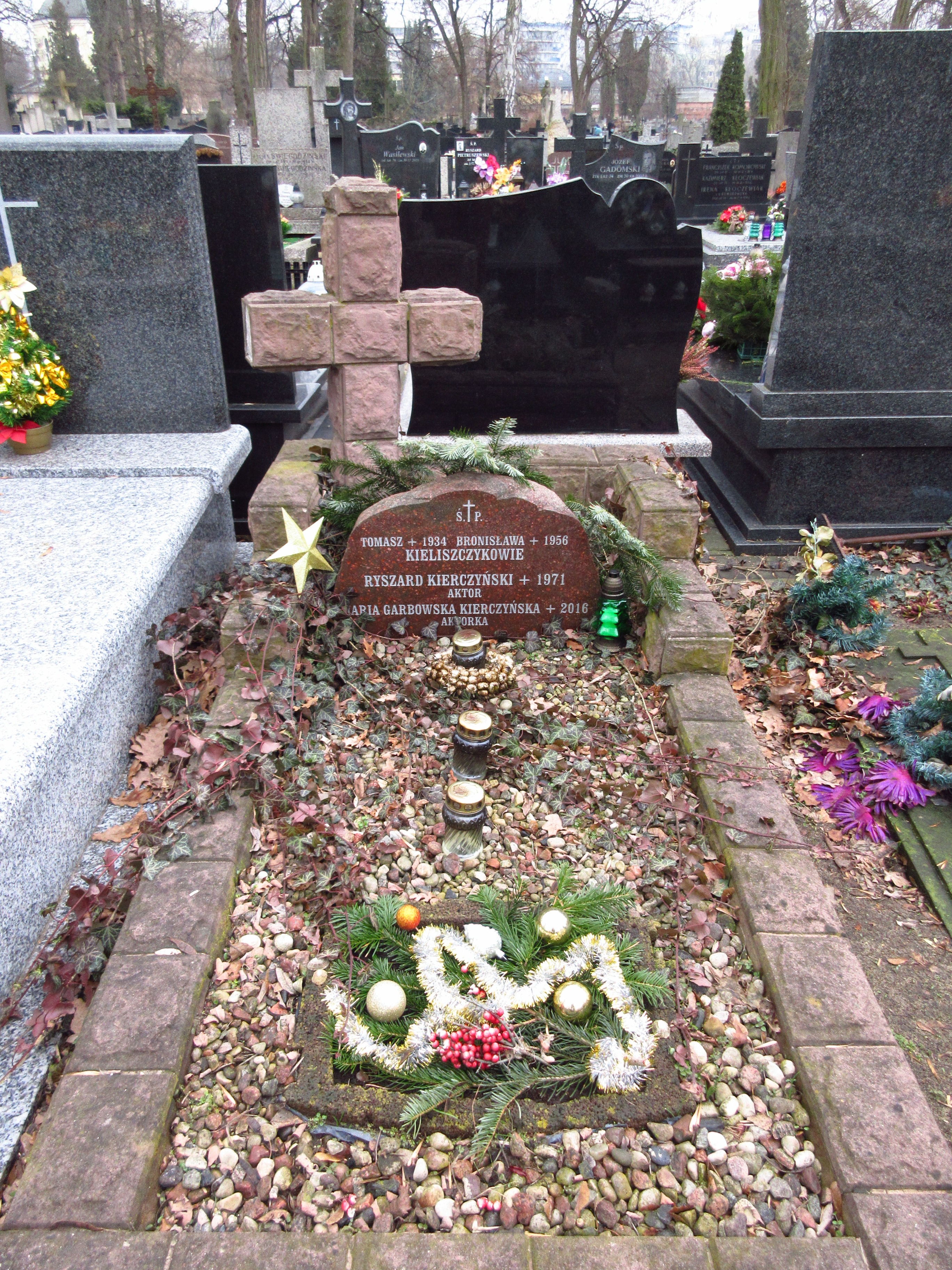
Grób Marii Garbowskiej i Ryszarda Kierczyńskiego na cmentarzu Bródnowskim w Warszawie

W latach 1927–1929 występował w Teatrze im. Juliusza Słowackiego w Krakowie, w latach 1929–1931 grał w lwowskim Teatrze Miejskim, a w roku 1931 – w warszawskim Teatrze Melodram, natomiast w latach 1931–1934 w Teatrze Narodowym i Letnim w Warszawie. W latach 1934–1937 występował w Teatrze Polskim w Poznaniu. W sezonie 1937/1938 występował w Teatrze Miejskim w Bydgoszczy, a w sezonie 1938/1939 – znów w Teatrze Polskim w Poznaniu. 
W czasie okupacji pracował jako kelner w kawiarni artystycznej „Gospoda Włóczęgów”, brał czynny udział w ruchu konspiracyjnym, występował również w jawnych teatrach w Warszawie: Wesoła Banda (1940–1941), Komedia (1943), Nowe Miniatury (1943). 
Po wojnie w sezonie 1945/1946 ponownie występował w zespole Teatru Nowego w Poznaniu, w latach 1946–1949 – w zespole Miejskich Teatrów Dramatycznych w Warszawie. W latach 1949–1953 występował w Teatrze Narodowym, 1953 roku w Teatrze Nowej Warszawy, a w sezonie 1953/1954 – w Teatrze im. Stefana Jaracza w Olsztynie. Potem wrócił do Warszawy i występował w latach 1954–1957 w Teatrze Ateneum, a w 1957 roku ponownie w Teatrze Młodej Warszawy i 1957–1968 w Teatrze Klasycznym. Od 1950 roku występował także w słuchowiskach Teatru Polskiego Radia.
19 stycznia 1955 roku na wniosek Ministra Kultury i Sztuki został odznaczony Medalem 10-lecia Polski Ludowej.
Dwukrotnie żonaty z aktorkami. Jego pierwszą żoną była aktorka Zofia Barwińska, drugą – Maria (Marianna) Garbowska. Miał dwoje dzieci.
Zmarł w Warszawie, pochowany w grobie rodzinnym na cmentarzu Bródnowskim (kwatera 19E-II-9).

## Ważniejsze role teatralne, filmowe i telewizyjne
| Role teatralne - 1926–1927 w Teatrze im. Juliusza Słowackiego w Krakowie - Krzycki w Kościuszce pod Racławicami - Artur w Damie kameliowej - Paweł w Simonie - Mariusz w Murzynie warszawskim - 1934–1937 w Teatrze Polskim w Poznaniu - Topolnicki w Klubie kawalerów - Seweryn w Panu Damazym - Orsino w Wieczorze Trzech Króli - po 1945 roku: - Merrick w Głęboko sięgają korzenie - Anderson w Roxy - Bogucki w Pannie Maliczewskej - Agent w Dziwaku N. Hikmeta - Wójcik w Maturzystach - Bankier w Pojedynku J. Galsworthy'ego - Harrison Howell w Daj buzi, Kate w Teatrze Komedia w Warszawie (w 1957) - Leonard Clement w Diable na plebanii - Gingo w Bezimiennej gwieździe - Komisarz w Ostatniej nocy - Sędzia w Mieczu Damoklesa - Lukullus w Tymonie Ateńczyku - Miernikow w Wassie Żeleznowej - Doktor w Samuelu Zborowskim J. Słowackiego. | Role filmowe i telewizyjne - w Księżnej Łowickiej (film fabularny, 1932) - rewolucjonista na zebraniu w Córce generała Pankratowa (film fabularny w 1934) - w Maturzystach (spektakl telewizyjny w 1955) - Ojciec Rene w Pod wesołym młynem (spektakl telewizyjny w 1958) - Cotard w Dwóch rurkach z kremem (spektakl telewizyjny w 1958) - w Szpiegu (spektakl telewizyjny w 1959) - w Lokatorach domku z kart (spektakl telewizyjny w 1962) - urzędnik stanu cywilnego w Smarkuli (film fabularny w 1963) - Ojciec w Maturzystach (spektakl telewizyjny w 1964) - Pan Pinchard w Dudku (spektakl telewizyjny w 1964) - w Dokotrze Judymie (spektakl telewizyjny w 1964) - w Imieninach pana dyrektora (spektakl telewizyjny w 1965) - w Niebezpiecznych ścieżkach (spektakl telewizyjny w 1969) |